# Typhlodromus khosrovensis
Typhlodromus khosrovensis är en spindeldjursart som beskrevs av Arutunjan 1971. Typhlodromus khosrovensis ingår i släktet Typhlodromus och familjen Phytoseiidae. Inga underarter finns listade i Catalogue of Life.